# スムース・フォックス・テリア
スムース・フォックス・テリア（英：Smooth Fox Terrier）は、イギリス原産のテリア犬種の一種である。
フォックス・テリアタイプ犬種のひとつであり、そのグループ名の元となった犬種でもある。別名はスムースヘアード・フォックス・テリア（Smooth-haired Fox Terrier）。スムース・フォクス・テリア、スムース・フォクステリアなどと表記されることもある。

## 歴史
キツネ狩りが盛んになった17世紀ごろに誕生したワーキング・テリアである。もともとは能力を重視したブリーディングが行われていたため姿にバラつきがあったが、近代に入ってショードッグとしても使われるようになってからは姿が固定された。
しかし、姿が固定されるきっかけとなったのはドッグショーに使うためではなく、狩猟中の事故の多発を受けてのものであった。もともとフォックス・テリアは毛色が赤狐色であったため獲物のアガギツネと非常に紛らわしく、地中からキツネの匂いをつけて戻ってきたときにパートナーのハウンド犬に間違って攻撃されたり、主人にキツネと間違えられて誤射殺されてしまうという事故が相次いで起こっていた。そこで毛色のメインカラーを赤狐色からホワイトに改良することで見分けがつけやすくなり、視界の悪い場所でも見間違うことはなくなった。
その改良の後にショードッグとして使われるようになり、狩猟能力をなるべく損なわないように容姿を整えるためにマンチェスター・テリア、ブルテリア、イングリッシュ・グレイハウンド、ビーグルの血を加えて現在の姿になった。

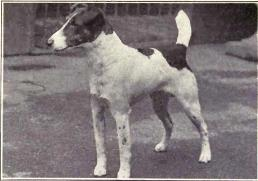
スムース・フォックス・テリア（1915年）

もとはワイアーヘアード・フォックス・テリアと同一犬種として見られていて、異種交配も行われていたが、ドッグショーに出るようになってからはこれらを区別するようになった。1900年代にワイア種とスムース種の異種交配が禁止され、1985年に独立・犬種としての公認登録が行われた。
尚、近年は姿を重視したブリーディングが行われていたため、狩猟能力が著しく低下していることが危惧されていた。その話は事実であったが、愛好家の手により改善が行われ、実猟犬として使われている本種の血を加えることで少しずつかつての能力を取り戻しつつある。
主にイングリッシュ・フォックスハウンドとコンビを組み、その名のとおりキツネ狩りをするのに使われていた。嗅覚でキツネを捜索し、発見すると追いかけ、獲物が穴に隠れてもそこへ潜り込んで戦い、地上へおびき出すのが本種の仕事である。地上に獲物がおびき出されたり、本種が穴から引きずり出した後はパートナーであるイングリッシュ・フォックスハウンドにキツネを仕留めてもらう。
実猟犬としてはイギリスだけでなく多くの国で飼育されていて、日本でも外来種であるヌートリアの駆除をするために導入することが検討されている。ペット・ショードッグとしてはワイア種のほうが圧倒的な人気があり、ペットなどとしてはあまり飼育されていない。これは現在も大半が実用犬として飼育されていて、ワイア種よりも猟犬としての気質がよく残っていることなどが関係していると考えられている。日本でも飼育は行われているが、海外からの輸入犬が大半で国内ではほとんど繁殖されていない。

## 特徴

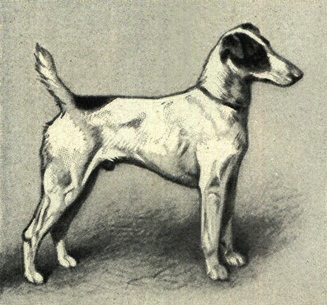
スムース・フォックス・テリアのイラスト

脚がやや長めのテリアで、筋肉質で引き締まった体つきをしている。頭部の形は楔形で、マズルが長めである。マズルが細く長めなのはイングリッシュ・グレイハウンドの影響によるものである。胴は長めだが、脚が長いためさほど目立ってはいない。背中は平らである。耳はボタン耳、尾は垂れ尾。尾は半分から4分の1の長さに断尾されることがある。コートは硬めのスムースコートで、毛色はホワイトをベースとしてタン、ブラックのマーキングが入ったハウンドカラー。もとがワーキング・テリアであるため、狩猟本能が高く運動能力も抜群である。性格は知的で主人家族に対しては従順で愛情深いが、いわゆる「テリア・キャラクター」というテリア犬種特有の気性も持ち合わせ、気性が荒く頑固で、猟犬種であるため攻撃的な一面もある。気性の荒さと運動量の多さからあまりペットには向いていない犬種だが、猟師やテリア犬種の愛好家などにはその限りではなく、スポーツドッグとしてアジリティなどに使われることも多い。体高39cm前後、体重7〜8kgの中型犬である。かかりやすい病気には関節疾患などが挙げられる。尚、ごく稀に毛色が真っ白で、目の青い仔犬が生まれることがあるが、この犬は聴覚や視覚に高い確率で先天性の異常があるためその犬の飼育には十分注意が必要である。